# Alor Setar
Alor Setar, tussen 2004 en 2008 Alor Star genoemd, is een gemeente (majlis bandaraya; city council) en de hoofdstad van de Maleisische deelstaat Kedah. De gemeente telt 417.800 inwoners.
Nabij Alor Setar is een basis van de Koninklijke Maleisische luchtmacht gelegen.

## Geschiedenis
Alor Setar werd in 1735 gesticht door de negentiende sultan van Kedah.
Gedurende een ceremonie op 21 december 2003 werd Alor Setar door sultan Abdul Halim tot stad verheven. De naam werd hierbij gewijzigd tot Alor Star. Begin 2009 werd de oude naam weer aangenomen.

## Geboren in Alor Setar

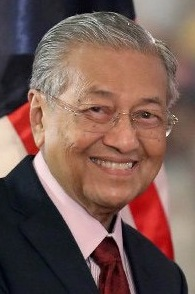
Mahathir Mohammed

- Tunku Abdul Rahman, (1903-1990), eerste premier van het onafhankelijke Maleisië (1957-1970)
- Mahathir Mohammed (1925), premier van Maleisië (1981-2003)